# Friedrich von Goseck (Hersfeld)
Friedrich von Goseck (* 1130/40 in Goseck; † 13. Juni 1100 auf der Wachsenburg, ▭ Stiftskirche Hersfeld) war ab 1063 Abt des Klosters Goseck und von 1079 bis 1090 auch Abt des Klosters St. Georg vor Naumburg. Er wurde 1090 vom gesamten Domkapitel zum Bischof von Naumburg gewählt, jedoch von Heinrich IV. nicht als Bischof bestätigt. Als Ersatz wurde er von Heinrich IV. zum Abt von Hersfeld bestimmt. Seine Amtseinführung erfolgte am 2. Februar 1091 durch den Fuldaer Abt Ruothart. Friedrich war der uneheliche Sohn Dedos, Pfalzgraf von Sachsen (1043–1056) und wurde daher Mönch im Familienkloster Goseck, um bald von seinem Onkel Adalbert von Bremen die Weihe zum Abt zu erhalten. Durch den Einfluss seines zweiten Onkels Friedrich II. wurde er von Rudolf von Reinfelden zm Abt auch von St. Georg bestimmt. Als Abt von Hersfeld versuchte er den durch die Sachsenkriege und folgende Konflikte zwischen Heinrich IV. und sächsischen Großen entfremdeten oder verwüsteten Besitz der Abtei vor allem in Thüringen wiederherzustellen. Er baute zur Sicherung der Stellung der Abtei in Thüringen die Wachsenburg wieder auf.